# Gravitationsvåg
Gravitationsvåg (en: Gravitational wave) avser inom fundamental fysik gravitationsstrålning som uppträder som krusningar i krökningen av rumtiden som från källan utbreder sig som vågor. Den engelska beteckningen är gravitational wave.
Fenomenet förutspåddes 1916 av Albert Einstein baserat på hans allmänna relativitetsteori, som säger att gravitationsvågor transporterar energi som gravitationsstrålning. Förekomsten av gravitationsvågor är en konsekvens av den allmänna relativitetsteorin eftersom den för med sig en begränsad utbredningshastighet för fysikaliska växelverkningar. Däremot kan gravitationsvågor inte existera i den newtonska teorin om gravitation, som postulerar att växelverkan utbreder sig med oändlig hastighet. 

Tvådimensionell framställning av gravitationsvågor som alstras av två neutronstjärnor som kretsar runt varandra.

Potentiella källor till detekterbara gravitationsvågor inkluderar dubbelstjärnesystem som består av vita dvärgar, neutronstjärnor och svarta hål. Olika gravitationsvågsdetektorer är under uppbyggnad (2016) eller i drift, såsom Advanced LIGO som började göra observationer i september 2015. I februari 2016 meddelade Advanced LIGO-teamet att de upptäckt gravitationsvågor från två svarta hål som ska ha haft massor 29 respektive 36 gånger solens massa (M☉) och som smält samman 1,3 miljarder ljusår bort. Energi motsvarande 3 solmassor (M☉c2) uppskattas ha strålat ut i form av gravitationsvågor.  För mätningarna användes två laser-interferometrar i USA belägna i Hanford, Washington respektive Livingstone, Louisiana. Vid senare observationer har flera observatorier tillkommit, först Virgo i Italien 2017 under den andra observationskampanjen, och därefter KAGRA i Japan 2023 under den fjärde observationskampanjen.  Både LIGO och Virgo genomgick omfattande uppgraderingar inför den tredje observationskampanjen som pågick från april 2019 till mars 2020.  Främst så började man att blanda ljuset från interferometern med så kallat hoptryckt ljus, vilket undertryckte kvantbruset i ljuset med 3 dB.  Under den tredje kampanjen upptäckte man 74 kandidater till gravitationsvågsutbrott från kolliderande dubbelstjärnor, vilket var fem gånger så många som under de båda första kampanjerna tillsammans.

LIGO:s första observation av gravitationsvågor. Mätningarna från Hanford till vänster och från Livingstone till höger. De undre bilderna visar hur vågornas frekvens ökar mot slutet av händelseförloppet.

Innan man direkt detekterade gravitationsvågor fanns det indirekta bevis för deras existens. Mätningar av Hulse–Taylors binära pulsarsystem (PSR B1913+16), som upptäcktes av Joseph Taylor och Russell Hulse 1974, visade att gravitationsvågor är mer än ett hypotetiskt koncept. En pulsar är en snabbt roterande neutronstjärna som sänder ut korta regelbundna pulser av radiovågor. Från variationer i pulsernas period drog Taylor och Hulse slutsatsen att PSR B1913+16 har en annan neutronstjärna som följeslagare. Det två neutronstjärnorna rör sig i snäva banor runt sitt gemensamma masscentrum och den kraftiga accelerationen i denna rörelse gör att systemet förlorar energi genom att sända ut gravitationsstrålning. Detta får neutronstjärnorna att närma sig varandra vilket innebär att perioden för banrörelsen minskar. Genom mätningar över flera år kunde Hulse och Taylor visa att banperioden minskar med 77 mikrosekunder per år, i överensstämmelse med allmänna relativitetsteorins förutsägelse. De två delade Nobelpriset i fysik 1993. 2017 års Nobelpris i fysik delades ut till Rainer Weiss, Barry Barish och Kip Thorne för att de gjort det möjligt att observera gravitationsvågor.